# Нестор Марков
Нестор Марков Демирев е български възрожденец, просветен деец и общественик. Той е учител в продължение на 40 години, а през 1883 година за няколко месеца е управляващ Министерството на вътрешните работи.

## Биография
Нестор Марков е роден през 1836 година в Иробас (днес Криво поле), Хасковско, в заможно семейство. Той учи в родното си село (1848 – 1855), в Куручешме (1855 – 1856) и в Хаскьой (1859 – 1862). През 1856 – 1859 година е учител в Иробас, а през 1862 – 1865 година – в Харманли. През 1865 – 1866 година завършва Пловдивското училище, като ученик на Йоаким Груев. След това е учител в Хаскьой (1866 – 1867), Плевен (1867 – 1870), Русчук (1870 – 1872), отново в Плевен (1872 – 1873), в Габрово (1873 – 1876) и в Петропавловската семинария в Лясковец (1876 – 1877).
По време на Априлското въстание през 1876 година Нестор Марков е арестуван за кратко. През Руско-турската война (1877 – 1878) сътрудничи на руската армия, като преводач в щаба на генерал Йосиф Гурко. При Временното руско управление (1878 – 1879) е секретар на окръжния началник на Хасково. След това е окръжен управител на Стара Загора (1879 – 1881), Търново (1882 – 1884) и Русе (1884 – 1886). През 1883 година за кратко изпълнява длъжността министър на вътрешните работи в правителството на Леонид Соболев. По-късно отново е учител – в Първа софийска мъжка гимназия (1887 – 1893) и в Русе (1893 – 1896).
Нестор Марков умира на 11 декември 1916 година в София.
До края на своя земен път Нестор Марков е окръжен управител във Варна и Пловдив /1901 – 1903/, а през останалото време е изцяло отдаден на книжовните си занимания. Речниците му непрекъснато се преиздават и усъвършенстват, получават и международно признание. За тях той е удостоен с почетно звание от френското Министерство на Просветата и Изящните изкуства. Нестор Марков е останал в историята не само с лексикографското си дело, но и за заслугите му като просветител и революционер, като един от „строителите“ на нова България.

## Семейство
Нестор Марков сключва брак през 1868 г. с Екатерина хаджи Пакова в Плевен. Тя е сестра на ген. Христо Паков и първа братовчедка на революционера Костаки Хаджипаков, писар и знаменосец в четата на Филип Тотю, обесен в Русе на 11 юли 1867 г.
В семейството на Нестор и Екатерина се раждат осем деца, две от тях умират като бебета, останалите им шест деца са:
- Параскева Маркова – завършва с отличие престижния френски институт „Norte Dame de Sion“ в Цариград.
- Светослав Марков – индустриалец и предприемач, собственик на мини Чукурово (1914 – 1947).
- Константин Марков – военен лекар, професор, пионер в борбата с малараията в България.
- Марко Марков – загива в Илинденско-преображенското въстание (1903)
- Владимир Марков – български учен, академик, откривател, основоположник на микробилогията в България.
- Иван Марков – адвокат.

Внук на Нестор Марков е чл.-кор. проф. д-р Калчо Иванов Марков (1920 - 2010) – български учен, генетик. 
Правнук на Нестор Марков е проф. д-р Светослав Маринов Марков (1944 - 2023) - математик, ръководител на секция "Биоматематика" в БАН.

## Награди
- медал за носене на шия на Александровска лента от Княз Цертелев (1880)
- орден „Св. Станислав“ III степен (1880) Руска империя
- орден „Св. Станислав“ II степен (1884) Руска империя
- орден „Св. Анна“ II степен (1901) Руска империя
- орден „Св. Анна“ II степен (1903) Руска империя
- носител на орден за заслуги към просветата (1903) Франция